# جون كالدر برينان
جون كالدر برينان (بالإنجليزية: John Calder Brennan)‏ هو مؤرخ أمريكي، ولد في 19 نوفمبر 1908، وتوفي في 6 فبراير 1996.